# Dudley Ryder, 2. jarl af Harrowby
Dudley Ryder, 2. jarl af Harrowby (19. maj 1798—19. november 1882) var en engelsk statsmand. Han var søn af Dudley Ryder, 1. jarl af Harrowby og far til Dudley Ryder, 3. jarl af Harrowby. 
Harrowby var 1819—47 som Lord Sandon medlem af underhuset, indtil han arvede peersværdigheden, og var 1855—57 først kansler for hertugdømmet Lancaster og derefter Lord Seglbevarer i Lord Palmerstons ministerium. Han tog levende del i kirkelige og menneskevenlige bestræbelser.